# Jill Purce
Jill Purce (née en 1947) est une professeure de chant et thérapeute familiale britannique.

## Biographie
À partir des années 1970, elle prône la pratique du chant choral et l'enseignement de techniques vocales anciennes comme le chant diphonique, en considérant que la voix a un potentiel spirituel, à la fois méditatif et curatif. Elle intervient auprès de publics variés allant des chanteurs professionnels aux profanes.
À la fin des années 1990, elle devient thérapeute familiale et utilise la méthode de la constellation familiale qu'elle combine avec le chant.

## Œuvre
Ouvrage :
- (en) The Mystic Spiral: Journey of the Soul, Thames & Hudson, 1974.

CD :
- Jill Purce, Overtone Chanting Meditations
- Jill Purce, Healing Voice

Film :
- [vidéo] « Just One More Breath », sur YouTube

### Documentaire
- More Ways than One: The Mystic Spiral, BBC Two England, diffusé le 29 décembre 1974 ([vidéo] « Disponible », sur YouTube)